# Abderrahmane Sissako
Abderrahmane Shami Sissako KBE (em árabe: عبد الرحمن سيساكو, transl.: abderrahmans-siissaku O ficheiro de áudio "Ar-Abderrhamed Sissako.ogg" não foi encontrado) também conhecido como Dramane Sissako (Kiffa, 13 de outubro de 1961) é um diretor de cinema, cineasta, escritor e produtor mauritano, sendo o cineasta mais ativo da África.
Abderrahmane nasceu em Kiffa, na Mauritânia, em 1961.
Logo após seu nascimento a família Sissako imigrou-se para Mali, em 1962. Onde concluiu a educação primária e secundária.
Ele retornou em breve para seu país natal, em 1980, na época com 18 anos. Após algum tempo ele foi para a União Soviética. Com 30 anos ele se estabeleceu na França.
Sissako realizou vários filmes. De 1999, até hoje seus filmes tem prestígio internacional, sendo um dos cineastas mais famosos da África. Em 2008 foi convidado para realizar um curta metragem para o filme coral Oito (O Sonho de Tyia).
Atualmente trabalha também como ator. Ele atualmente reside em Mali, e faz filmes de cinema verdade, sendo influenciado por Dziga Vertov.

## Biografia
Nascido em 1961 em Kiffa, logo após seu nascimento a família Sissako emigrou para o Mali, país de seu pai, onde completou parte de sua educação primária e secundária. Em 1983 vai a Moscovo onde estuda cinema no VGIK, instituto federal de estado de cinema. Em 1989 tira o diploma e roda seu primeiro filme Le Jeu, selecionado para a quinzena de diretores do festival de Cannes. Reside e trabalha na França, onde se dedica à carreira de cineasta. Seus principais trabalhos: Le Jeu, 1991, curta-metragem, ficção. O diretor sempre teve a África no coração de seus filmes, o exílio marcou seu cinema como demonstra o brilhante Octobre, média-metragem filmada em Moscovo (1993) ganhador de diversos prêmios, dentre os quais Un certain Regard no Festival de Cannes em  1993. Dirigiu também o curta-metragem Le Chameau et les bâtons flottants (1995). Posteriormente dirigiu o curta-metragem Sabriya (1996), dentro da coleção intitulada pela produtora ARTE de African Dreaming e Rostov-Luanda (1997), (dentro do evento Dokumenta Kassel 97). Possui  olhar crítico tanto para a ficção e documentário, como para a política e para a poética, sendo um dos diretores que trata com mais precisão a cerca do continente africano nos últimos anos. Em 1998 ele termina seu longa-metragem de ficção La vie sur terre. En attendant le bonheur" foi selecionado no Festival de Cannes de 2000 para concorrer na categoria Un Certain Regard. O seu filme chamado Bamako (2006) foi apresentado no Festival de Cannes, fora da competição e conheceu um grande sucesso mediático.
Sissako retornou brevemente para a Mauritânia, a terra de sua mãe, em 1980. Em seguida, partiu para Moscovo, onde estudou cinema na VGIK entre 1983 a 1989. Sissako se estabeleceu na França no início da década de 1990. Além de longas-metragens e curtas-metragens, Sissako atuou no júri do
Festival de Angers, em janeiro de 2007, e no júri do Festival de Cannes no final do mesmo ano.

## Influências e principais trabalhos

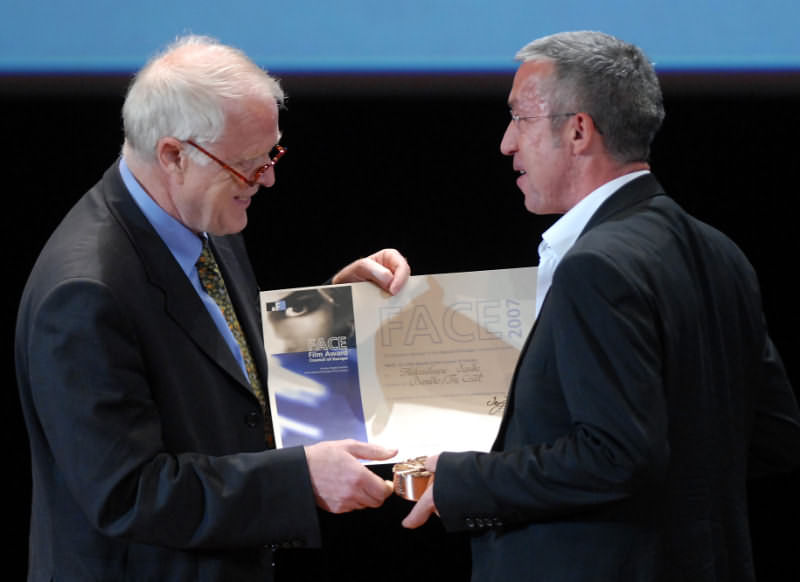
Abderrahmane Sissako recebe o prêmio FACE, 2007 de Thomas Hammarberg.

Sissako é, juntamente com Ousmane Sembène, Souleymane Cissé, Idrissa Ouedraogo e Djibril Diop Mambety, um dos poucos cineastas da África Subsariana para chegar a uma medida de influência internacional. Seu filme À espera da felicidade (Heremakono) foi exibido no Festival de Cinema de Cannes em 2002 com a seleção oficial Un Certain Regard  a ganhar o prêmio FIPRESCI.
Seu filme de 2007 Bamako recebe muita atenção. Sissako entra em temas como a globalização, o exílio e das deslocações de pessoas.

### Trabalho
- 1989: Le jeu (O Jogo) (35mm, 23 minutos).
- 1993: October (35mm, 37 minutes), filmado nos arredores de Moscou. Vencedor do prêmio no Festival de Cannes.
- 1995: Le Chameau et les bâtons flottants (O camelo e os bastões flutuantes) (vídeo, 6 minutos), a adaptação das fábulas de Jean de La Fontaine, filmado na Mauritânia.
- 1996: Sabriya (vídeo, 26 minutos), parte da Série Arte, Sonho Africano.A ação ocorre na Tunísia.
- 1997: Rostov-Luanda (vídeo, 59 minutos), um documentário feito no âmbito da arte da exposição Documenta X (Kassel, Alemanha). Pesquisas de Sissako em Angola para um velho amigo, um ex-guerrilheiro da Guerra da Independência de Angola, que ele conhecia como estudante em Moscovo há 16 anos.
- 1998: La Vie Sur Terre (Life on Earth) (35mm, 67 minutos), definida no último dia do milênio (encomendada para a atividade de séries de 2000) com outros diretores como Tsai Ming-liang e Laurent Cantet) e filmado em Sokolo, Mali, do pai de Vila Sissako. Menção especial do júri no 16 FESPACO em 1999.
- 2002: Heremakono (À espera da felicidade) (35mm, 90 minutos), filme de ficção inspirado pelo cineasta exilado e breve retorno à sua casa, na Mauritânia, em 1980. Primeiro Prêmio (Etalon de Yenenga) com o 18 FESPACO em 2003.
- 2006: Bamako (115 minutos) imagens da capital do Mali: Um ensaio implicando o FMI e o Banco Mundial para a pobreza mundial, um filme dentro do filme, estrelado por Danny Glover. Primeiro destinatário do Conselho da Europa Film Award (FACE), no Festival de Cinema Internacional de Istambul.
- 2008 - O Sonho de Tyia (10 minutos) história de menina africana pobre que tem dificuldades para estudar (curta-metragem dentro do filme 8). Gravado na Etiópia.

## Prêmios
- 1998 - Festival Internacional de Namur-Falando de Cinema Francês - TV5 Documentário Prêmio de Melhor - Menção Especial para o Rostov-Luanda
- 1999 - Fribourg International Film Festival - Prêmio do Júri Ecumênico de La Terre sur-Vie
- 1999 - Fribourg International Film Festival - Prêmio FIPRESCI - Preço especial para La vie sur terre
- 1999 - Fribourg International Film Festival - Grande Prémio de La Terre sur-Vie
- 1999 - Ouagadougou Panafricano de Cinema e Televisão Festival - Prêmio Especial Air Afrique de La Terre sur-Vie
- 1999 - Ouagadougou Panafricano de Cinema e Televisão Cultura - INALCO Prêmio de La Terre sur-Vie
- 1999 - Ouagadougou Panafricano de Cinema e Televisão Cultura - Menção Especial para La vie sur terre
- 1999 - Ouagadougou Panafricano de Cinema e Televisão Festival - Prêmio TELCIPRO de longa-metragem sur terre La Vie
- 1999 - San Francisco International Film Festival - Golden Spire - Cinema e vídeo, conto de La Terre sur-Vie
- 2002 - Festival de Cannes - Prêmio FIPRESCI - Preço especial para Heremakono - Esperando a Felicidade
- 2002 - Gijón International Film Festival - Júri tarifa especial para Heremakono - Esperando a Felicidade
- 2002 - Festival Internacional de Namur-Falando de Cinema Francês - Prêmio do Júri da Juventude para Cantillon Emile Heremakono - Esperando a Felicidade
- 2002 - Bienal de Cinema Árabe de Paris - IMA Grande Prémio de Heremakono - Esperando a Felicidade
- 2003 - Festival de Cannes - Prêmio de Cultura da França - Melhor Filme Estrangeiro de Língua Heremakono - Esperando a Felicidade
- 2003 - Festival Internacional de Cinema Independente de Buenos Aires - Melhor Filme para Heremakono - Esperando a Felicidade
- 2003 - Festival Panafricano de Cinema e Televisão de Ouagadougou - Grande Prémio de Heremakono - Esperando a Felicidade
- 2007 - Prêmio Lumière - Melhor filme francês de Bamako
- 2015 - César de melhor realizador

## Curiosidades
- Seu magnum opus é o filme Bamako.
- Abderrahmane fez parte do filme coletivo Oito, lançado em 2009.
- A maioria de seus trabalhos são filmados no Mali e na França.